# Dicksporige Rauschbeer-Nacktbasidie
Die Dicksporige Rauschbeer-Nacktbasidie (Exobasidium pachysporum) ist eine Pilzart aus der Familie der Nacktbasidienverwandten (Exobasidiaceae). Sie lebt als Endoparasit auf Rauschbeeren (Vaccinium uliginosum) und infiziert deren Blätter. Symptome des Befalls durch die Dicksporige Rauschbeer-Nacktbasidie sind vor allem rosa Blattflecken, die vom Auftreten des weißen Myzels an der Pflanzenoberfläche gefolgt werden. Die Art ist in Nord-, Mittel- und Südosteuropa nachgewiesen.

## Merkmale

### Makroskopische Merkmale
Die Dicksporige Rauschbeer-Basidie ist mit bloßem Auge zunächst nicht zu erkennen, Anfangssymptome sind gelblich umrandete rosa Flecken auf den Blättern der befallenen Pflanze. Die Flecken verschmelzen mitunter. Das dünne weiße Myzel des Pilzes tritt später auf der Blattunterseite zwischen den Blattadern aus und überwuchert von dort aus die gesamte Pflanze.

### Mikroskopische Merkmale
Das Myzel der Dicksporigen Rauschbeer-Nacktbasidie wächst interzellulär  und bildet Saugfäden, die in das Speichergewebe des Wirtes wachsen. Basidien werden entweder einzeln oder in Büscheln zwischen den Zellen der Pflanzenepidermis gebildet. Die Basidien sind lang, unseptiert und schmalkeulig, die Sporen hyalin und dünnwandig. Letztere werden 2–6 µm breit und besitzen im reifen Zustand 1–3 Septen.

## Verbreitung
In Europa umfasst das Verbreitungsgebiet der Dicksporigen Rauschbeer-Nacktbasidie Mittel- sowie Nord- und mit Rumänien auch Südosteuropa. Die Art ist an das Vorkommen der Rauschbeere (Vaccinium expansum) gebunden.

## Ökologie
Einziger bekannter Wirt der Dicksporigen Rauschbeer-Nacktbasidie ist die Rauschbeere. Der Pilz ernährt sich von den im Speichergewebe der Pflanzen vorhandenen Nährstoffen; beschränkt sich in seinem Befall aber auf die Blätter der Pflanze. Die Übertragung von einer Pflanze zur nächsten erfolgt durch Sporenflug. Die Sporen keimen in Keimschläuchen oder Konidien, aus denen sich dann ein neues Myzel entwickelt.